# Комсомольская (кимберлитовая трубка)
Кимберли́товая тру́бка «Комсомо́льская» — кимберлитовая трубка в Мирнинском районе Якутии. Трубка расположена в 15 км к северо-востоку от поселка Айхал.

## История
Трубка была открыта в апреле 1974 года геологами Амакинской экспедиции Баландиной Г. Б., Богатых И. Я., Контаревой М. Г., Лашкевичем И. В., Стегний В. И., Сарычевым И. К.. Первоначально трубку назвали «Первоапрельская», но в скором времени её переименовали в «Комсомольскую» — в честь XVII съезда ВЛКСМ, проходившего в то время в Москве.

## Геология
Трубка в плане имеет дайкообразную удлинённую форму, осложнённую в центральной части столбообразным расширением, составляющим основной объём месторождения, с сечением на эрозионном срезе 225×320 м. Простирание трубки северо-восточное по азимуту 65°, общая протяженность её под перекрывающими породами составляют 864 м, на юго-западном и северо-восточном флангах рудное тело сужается до 40-60 и 15-20 м соответственно. Верхняя часть центральной трубки имеет форму раструба с падением контактов рудного тела к центру под углом 50-70°. На глубине 50-100 м от поверхности рудного тела контакты приобретают субвертикальное залегание (80-85°).
В верхней части разреза трубка прорывает комплекс осадочных пород чехла, представленных горизонтально залегающими карбонатными и терригенно-карбонатными породами ордовика и нижнего силура. С поверхности трубка «Комсомольская» была полностью перекрыта терригенными отложениями пермо-карбона и породами трапповой формации, средняя мощность которых составляла 65 м. Целостность кимберлитового тела нарушена секущей пластовой интрузией долеритов, отчленившей от основного рудного тела два крупных блока.
Трубка образована двумя типами кимберлита: порфировым кимберлитом массивной текстуры, слагающим дайкообразные тела ранней фазы внедрения в северо-восточной и юго-западной частях трубки, и автолитовой кимберлитовой брекчией второй фазы, занимающей секущее положение по отношению к порфировому кимберлиту и формирующей центральное трубчатое тело.
Ксенолиты глубинных пород в кимберлитах трубки «Комсомольская» встречаются довольно часто. Они вместе с вмещающей кимберлитовой брекчией подверглись сильной переработке вторичными процессами. Размер их варьирует от первых сантиметров до 12 см.
Алмазоносность кимберлитов трубки «Комсомольская» повышена, хотя не достигает промышленного значения. Алмазы трубки обладают высокой степенью прозрачности и сохранности.

## Топографические карты
Лист карты Q-49-XV,XVI Алакит. Масштаб: 1 : 200 000. Указать дату выпуска/состояния местности.